# Ichikawa Danjūrō II
Ichikawa Danjūrō II est un nom japonais traditionnel ; le nom de famille (ou le nom d'école), Ichikawa, précède donc le prénom (ou le nom d'artiste).
Ichikawa Danjūrō II (二代目 市川 團十郎, Nidaime Ichikawa Danjūrō), né le 3 novembre 1688 - décédé le 25 octobre 1758, est un acteur japonais du théâtre kabuki de la lignée de la célèbre famille d'acteurs de la région d'Edo. Ichikawa Danjūrō est un nom de scène. 

## Carrière
Danjūrō II, fils d'Ichikawa Danjūrō I, joue sous le nom Ichikawa Kuzō I de 1697 à 1704, année où son père est tué en coulisses lors d'une querelle avec un autre acteur. Danjūrō II reprend le nom de scène de son père cinq mois après cet épisode et le porte jusqu'en 1735, lorsqu'il prend le nom Ichikawa Ebizō II. Par la suite, le nom est transmis en ligne directe de génération en génération, par exemple Danjūrō III et Danjuro IV sont les fils adoptés de Danjūrō II; Danjūrō VI est le fils adopté de Danjūrō V et Danjūrō VII le fils adopté de Danjūrō VI.
Dans le monde conservateur du kabuki, les noms de scène sont transmis dans un système formel qui convertit le nom de scène de kabuki en une marque de réussite. En 1840, Danjūrō IV publie Kabuki Jūhachiban pour rappeler au monde du théâtre la prééminence de sa famille dans le kabuki, en particulier dans la création et le développement des rôles aragoto . Cette collection de 18 pièces est une compilation de ses rôles représentatifs ainsi que ceux de ses prédécesseurs. L'ouvrage comprend le personnage de Benkei, interprété par Danjūrō I et Danjūrō II. Il s'agit du ie no gei (art familial) de la lignée Danjuro

## Voir aussi

(mon) de la famille Ichikawa

## Lignée du nom de scène Danjūrō
- Ichikawa Danjūrō I (1660–1704)[5]
- Ichikawa Danjūrō II (1688–1758)[5]
- Ichikawa Danjūrō III (XVIIIe siècle)[1]
- Ichikawa Danjūrō IV (1711–1778)[1]
- Ichikawa Danjūrō V (1741–1806)[5]
- Ichikawa Danjūrō VI (XVIIIe et XIXe siècles)[1]
- Ichikawa Danjūrō VII (1791–1859)[1]
- Ichikawa Danjūrō VIII (1822–1854)[6]
- Ichikawa Danjūrō IX (1838–1903)[5]
- Ichikawa Danjūrō X (XIXe siècle)[1]
- Ichikawa Danjūrō XI (1909–1965)[1]
- Ichikawa Danjūrō XII (1946-)[1]

## Source de la traduction
- (en) Cet article est partiellement ou en totalité issu de l’article de Wikipédia en anglais intitulé « Ichikawa Danjūrō II » (voir la liste des auteurs).